# Chukhung

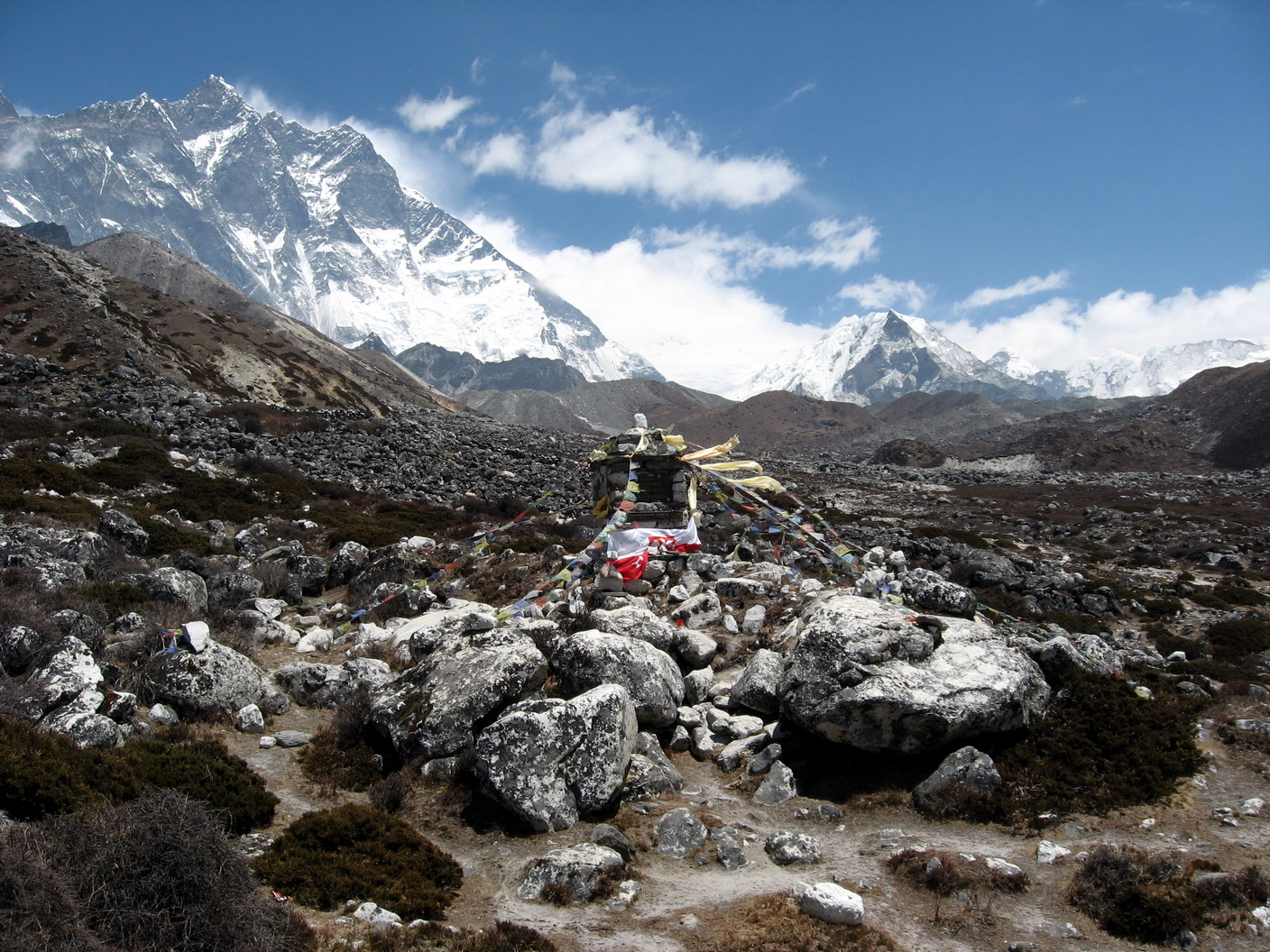
Stupa perto do Rio Imja no vale do Chukhung

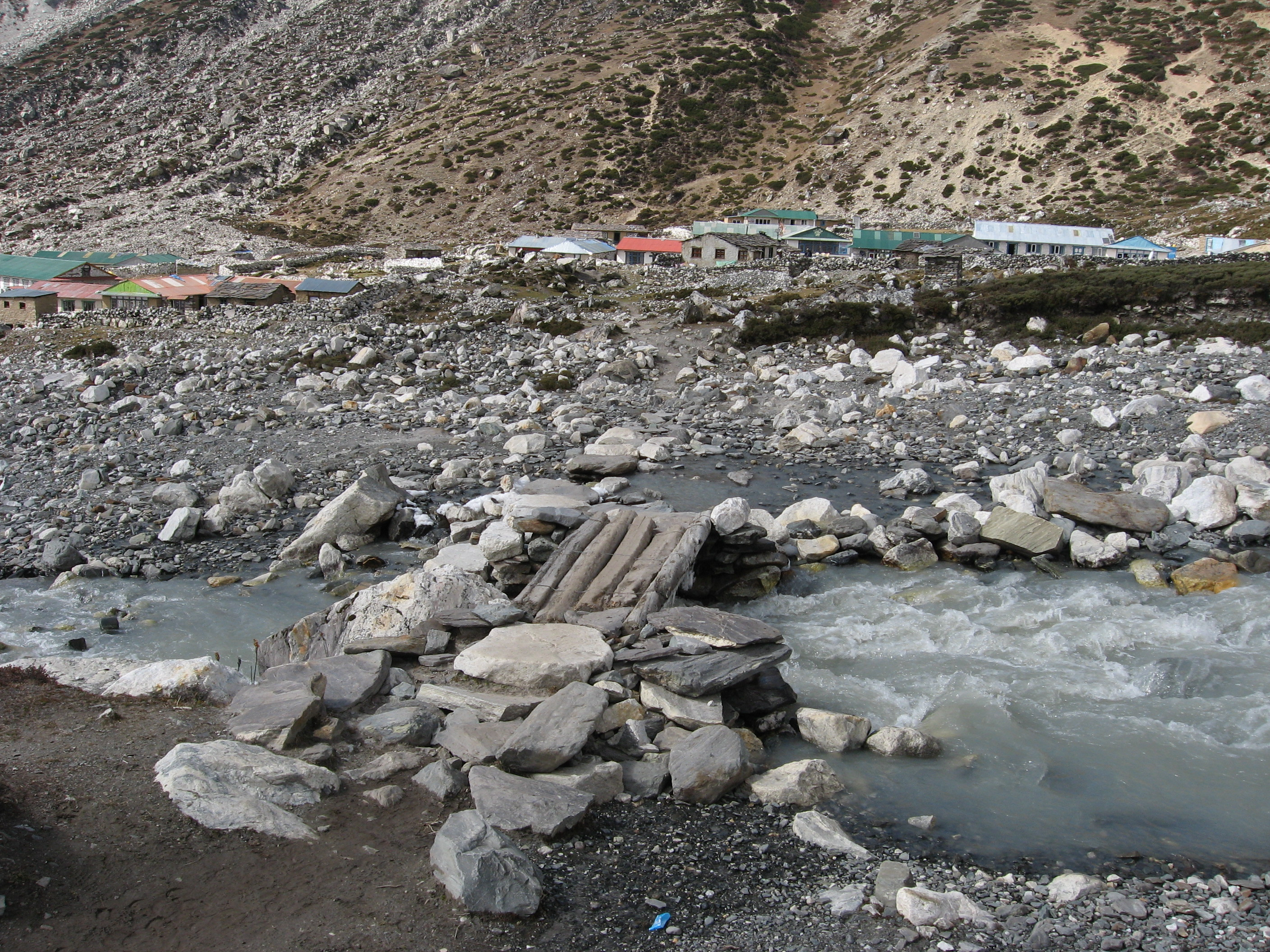
Vilarejo de Chukhung visto da trilha que conduz ao Island Peak

Chukhung é um vale, uma crista, uma geleira e um vilarejo no Nepal, no Himalaia, ao sul do Monte Everest.
A Vale Chukhung é formado na encosta sul do Lhotse e Nuptse pelas geleiras Lhotse e  Nuptse, nas encostas ocidentais do monte Baruntse pela geleira do  Imja, e na encostas norte de monte Ama Dablam pelas geleiras do Ama Dablam e Chukhung. Se estende para o oeste após a aldeia de Dingboche onde se une ao vale de Periche. O rio Imja flui neste vale.
Chukhung Crista é um cume, a 5.546 m (18.196 pés), acima do Vale do Chukhung no lado sul das montes Lhotse e Nuptse É frequentemente escalado por trekkers de montanha.
O Vilarejo de Chukhung, a 4.730 metros (15.518 pés), está localizado na margem esquerda do rio Imja  nas coordenadas de .
Administrativamente está no Distrito Rasuwa da Zona Bagmati.